# 異世界食堂
《異世界食堂》，日本輕小說作家犬塚惇平的輕小說作品，發表於小說投稿網站成為小說家吧的網路連載小說。由主婦之友社出版，插畫為榎波克己（エナミカツミ）。2016年9月28日宣佈動畫化，於2017年7月3日起由東京電視台、AT-X等電視台播放。台灣中文版由四季出版發行。
2016年11月，在《YOUNG GANGAN》上開始了本作的漫畫版連載，由負責作畫。
2021年4月，宣布製作動畫第二季，並於《月刊少年Ace》2021年6月號起開啟新一部的漫畫版連載。
2021年10月1日起，在日本東京電視台、大阪電視台、AT-X陸續播映，台灣由巴哈姆特動畫瘋、KKTV、friDay影音、MyVideo、HamiVideo、中華電信MOD同步上架，香港由Viu影音平台播出。

## 故事簡介
「貓咪西餐廳」是一家餐廳，位於一個東京未知購物區的商店街角落，儘管名為西餐廳，但除了西餐還提供不同的餐單選擇。餐廳在正常營業時間開放，在節日和周末休息。但是星期六都會秘密地開放，因為在這個特定的日子，餐廳大門會與異世界連接，大門通往魔族、鬼族、精靈族、獸人和其他奇妙生物都會光臨，他們進入餐廳並參與其菜單，其中許多人成為常客。

## 角色介紹
- 在本作故事中的食堂內，常客們通常會以自己最喜愛的菜式來代替原本的名字，而此亦漸漸成了食堂傳統。

### 店員與關係者
店主（聲：諏訪部順一）
「貓咪西餐廳」的店主。本姓山方，名字暫未詳（但在中華料理店修行期間被暱稱為阿真）。年齡約30多歲，單身，祖母是來自異世界的勇者，討伐邪神的四英雄之一。故事開始的10年前從身為「貓咪西餐廳」前任店主（自己的爺爺）手上接下異世界食堂。不會魔法和劍技，只有做菜一項專長。平時從異世界客人收下的飯錢會用來購入異世界食材作料理研究。
在繼承西餐廳前曾在中華料理店修行工作過，也在同棟大樓裡的蛋糕店「Flying Pappy」打過工。最近感覺自己年紀大了，體力有些不堪負荷，週六的特別營業只有自己一個人負責而感覺到有些吃力，這才聘請了因緣際會下誤入店裡的阿蕾塔在週六來幫忙。
實際上完全不懂異世界的語言和文字，能和客人與阿蕾塔溝通全是靠貓餐廳門上的魔法鈴鐺的能力來翻譯。是個不實際嘗試過食材就不會將其作成料理的人，喜歡吃，也喜歡做料理，更喜歡吃自己製作的料理。對酒就不怎麼擅長，因此是靠酒吧「雷翁哈特」店主的推薦給客人。
阿蕾塔（聲：上坂堇）
在「貓咪西餐廳」任職侍應生的魔族少女。在頭的兩側有兩根小巧的角。在飢寒交迫時意外發現了通往異世界食堂的門，以為是作夢的情況下誤入其中，在之後被店主邀約成為貓咪西餐廳的侍應生，日薪十銀幣等於一百銅幣（約等於10000日圓）。
不會讀寫，因此客人點菜時全靠自己的記憶力，至於收費時則是由店主來處理。本來是住在連貧民也不會住的廢墟之中，後來在他人的介紹下，於平常日在莎拉的房子中工作，日薪是8枚銅幣。原本對馬鈴薯的印象不是很好，但在店長的幫助下學會了蒸馬鈴薯，同時讓蒸馬鈴薯變成自己喜歡的菜品。
文庫版要在第一卷尾才登場，但動畫版和漫畫版在第一話便登埸增加不少她的戲份。
「黑」（雞肉咖哩）（聲：大西沙織）
異世界的六柱神的其中一柱。本體為黑龍，擁有自由轉變外表的能力，化成人形時是呈現精靈少女的模樣，並穿著黑色的女僕裝。
平常居於月亮，但某天因為「門」無故出現於月面而意外進入食堂（初次進來店內時全裸，後來參考阿蕾塔的制服用魔法變出了黑色的制服），並嘗試了店主的新作品雞肉咖哩。之後每逢週六便會以餐廳侍應生的造型進入食堂。
文庫版跟Web版在食堂內遇到「紅」後的劇情發展有所差異：
WEB版中她在店內的消費全部都被「紅」承擔，會在整段營業時間默默的享用雞肉咖哩直到營業結束，文庫版中則是在「紅」的引薦下以店內多餘的雞肉咖哩為報酬成為食堂的店員兼保鑣（動畫採用文庫版的方式，而她成為第二位侍應生時，曾讓阿蕾塔擔心自己工作不保，不過兩人後來相處的非常好）。
說話方式為傳遞進腦內的念話而不是開口講話，工作的時候會讀取客人的想法，及時送上客人所需物品，因此令不少人感到震驚。
於動畫第11集向阿蕾塔開口說話，不過也僅對店長與阿蕾塔會開口說話，其他人一律以念話溝通。
山方大樹（聲：井上和彦）
前任店主，現任店主的祖父。出生於大連市，父母經營西餐廳，曾在上海任職西厨，其後在太平洋戰爭結束後回到日本並開了「貓咪西餐廳」。於故事開始的10年前因為心臟疾病而過世。
在妻子曆得到能把異世界及日本連結起來的魔道具「魔法鈴鐺」後，提議每週六在貓餐廳進行「特別營業」來招待來自異世界的客人的就是他。
於特別營業期間不像孫子那樣有菜單供客人點餐，而是看客人的情況或需求再上菜。
和孫子同樣對酒不擅長，只能提供簡單的酒類，同時也不太會做甜點。
黃泉／山方曆（聲：井上喜久子）
前任店主的妻子。原為異世界的其中一名勇者，討伐邪神的四英雄之一，擁有很強大的神之加護的魔力以及劍術高超的英雄。但在距今70年前成功討伐邪神後，因為邪神在最後臨死前的掙扎而失控暴走打破了時空的牆壁而使其被沖擊到了異世界，也就是轉移至終戰後的日本、現任店主目前所居住的那個世界，並與山方大樹相遇，其後更與他共結連理，為現任店主的祖母。
戶籍的問題是利用當時的時空背景，向公所申報為「在西大陸（被公所人員誤以為是中國大陸）出生，因戰亂失去親人而成了孤兒」的方式來解決，名字則因為黃泉會聯想到另一個世界認為不怎麼吉利，在聽從大樹的意見後改成「曆」。
在故事開始的30年前發現能把異世界及日本連結起來的魔道具「魔法鈴鐺」（雖然是古董），並將西餐廳的門與異世界連結。丈夫過世後就不再參與食堂的經營，也不在特別營業時過來幫忙，並藉此與長孫（店主的哥哥）同住。在做好與丈夫一起長眠於現在的世界的決定後，於某次特別營業日過來將可以關閉餐廳的主鑰匙交給了店主。（關閉方法為弄斷主鑰匙，從此貓咪西餐廳的門便不再通往異世界。）
山方早希
店主的姪女（店主哥哥的女兒），現在從事侍應生的工作，與阿蕾塔感情不錯。少數知道貓咪西餐廳週六特別營業之事的人，下任店主的繼承人選。
Web版初期就登場的人物，文庫版到第6冊才正式登場。
店長（聲：鈴村健一）
貓屋大樓一樓蛋糕店「Flying Pappy」的店長。店鋪本由身為糕點師的雙親打理，後來由他接手。與貓咪西餐廳現任店主自幼相識，大學時期兩人曾在咖啡店廚房做兼職。由於雙親忙於工作，他自幼便在貓咪西餐廳吃飯，因而了解餐廳週六的特別營業。大學時期曾遇上車禍而一度面臨半身不遂，但在使用前任店主從異世界客人手上獲得的藥物後便奇蹟地康復。

### 常客與關係者
紅色女王（炖牛肉）（聲：伊藤靜）
真身為異世界的六柱神的其中一柱「紅」，因為曾在店內大鬧因此與前任店長約定只能以最後一位客人前往，能一口氣吃掉整鍋炖牛肉的大胃王，視異世界食堂為自己的勢力範圍。
後來發現六柱神中的「黑」也出現在食堂時曾警告她不要亂來，在WEB版中她支付「黑」在食堂的所有費用，動畫版和文庫版則跟老闆協議讓「黑」成為食堂第二位侍應生。
與黑說好，由她負責保護異世界食堂，因為自己出手的話絕對會天下大亂。
辰五郎（照燒雞肉）（聲：大塚芳忠）
傳說中的傭兵。西大陸山國出身的劍豪。曾代替貓屋將海因里希抵押當餐費的劍還給對方。
阿爾多琉斯（吉列豬排）（聲：清川元夢）
傳說中的賢者，討伐邪神的四英雄之一。異世界食堂的第一位上門客人，店內除甜食以外的東大陸語菜單介紹出自其撰寫。
主張炸里肌豬排配醬汁加啤酒。曾一眼就識破「黑」是與「紅」一樣的六柱神（雖然不知道對方是哪一柱），但不打算公布對方身分而是選擇觀察。
後來協助黃泉在貓咪西餐廳所在的大樓設置結界，嚴禁店裡的客人，或誤入餐廳的客人，在無意中離開這棟大樓。
莎拉·哥爾多（炸肉餅二世）（聲：安野希世乃）
藏寶獵人，為追尋傳說藏寶獵人威廉·哥爾多（莎拉之曾祖父）的最後寶藏而來到貓屋，阿蕾塔平日的僱主（在她出外尋寶不在家時幫忙看家）。
與海因希·賽雷曼經常爭論炸肉餅和炸蝦那個好吃。
動畫第二季12集被海因里希·賽雷曼當眾告白，不過也秒送上一張好人卡給對方
希雅·哥爾多（餅乾）（聲：諸星堇）
藏寶獵人莎拉·哥爾多的妹妹。因為擔憂哥爾多家族代代相傳的威廉詛咒會帶給姊姊災禍，為了確認姊姊是否平安、是否勉強自己，所以每當姊姊回到王都時，都會到姊姊的居所來拜訪。
在某次的拜訪中，遇上被雇傭於莎拉宅邸的阿蕾塔，在等待莎拉回宅邸的時候品嘗由阿蕾塔從異世界裡帶回來的餅乾與宅邸內的哈克茶，品嘗完之後向阿蕾塔委託並願意出一枚金幣（自己一個月的零用錢）收購，之後每次拜訪都會請阿蕾塔準備餅乾。
父母本來頗有微詞，後來因為只有在哥爾多家才能吃到的餅乾在往來的客人間大受好評，因此才不再禁止希雅去找莎拉。
海因里希·賽雷曼（炸蝦）（聲：杉田智和）
公國騎士。昔年駐守邊境，為通報敵情連夜趕路在野外稍息時發現「門」而來到貓屋；因功獲得封賞後，想回到貓屋卻發現「門」已消失，直到三年後升任隊長時受辰五郎拜訪並還給他當時抵押在貓屋的愛劍，才知道「門」出現的規律，之後更成了常客之一。
與另一個常客莎拉·哥爾多時常爭論炸蝦和炸肉餅那個好吃。
動畫第二季12集表態喜歡莎拉·哥爾多，但秒被後者送上一張好人卡。
法爾妲妮亞（豆腐排）（聲：日笠陽子）
森林精靈。為調查森林中突然出現的「門」而來到貓餐廳。由於種族特性的關係，只能進食「沒魚沒肉沒奶沒蛋的料理」，但在這條件下店主仍每次為她製作新的料理（豆腐排、烤飯糰、納豆配飯、米漢堡等），因而激勵了她以蔬食料理人的身份於各地修行。
此外父親叫艾德蒙（聲：千葉進步），母親叫瑪蒂達。
旅行時意外收養了一名極其罕見，由半精靈父母生出的返祖精靈，後來在另一名藍之神的祭司協助下，開始研究起海帶與海藻。
愛麗絲（聲：戶田惠）
被旅行中的法爾妲妮亞（豆腐排）意外收留的返祖精靈，因返祖的緣故而被手足和村落的人們遺棄，後在法爾妲妮亞的帶領下首次進入異世界食堂。
湯瑪斯·艾爾費德（番茄肉醬義大利麵）（聲：屋良有作）
艾爾費德商會的前會長。在與上代店主的約定下，每四週一次會以商人的身份到訪。
定期把本地食材送到異世界食堂，有時也會幫店主購買異世界藥物。
西里烏斯·艾爾費德（拿坡里義大利麵）（聲：下野紘）
艾爾費德商會的下任會長。
在爺爺湯瑪斯的帶領下，首次進入異世界食堂。
喬納森（比薩）
西里烏斯最好的朋友，因西里烏斯無法重現異世界食堂的蕃茄肉醬而被首次帶去異世界食堂。
後來總算製作出以番茄醬為基底的比薩。
嘉干波（蛋包飯）（聲：保村真）
蜥蜴人部落最強戰士。作為最強戰士獎勵就是每7日能去貓屋來替族人購買食物的任務且同時把大份蛋包飯吃到飽。動畫版中蜥蜴人部族的生態與食用感想由旁白（聲：桑島法子）代替解說。
當最強戰士外帶回族人享用的派對用蛋包飯，這三份口味各異的蛋包飯僅夠讓其他族人分到一口，藉此激勵最強戰士不能輕易交出其身分。
爱黛爾海德（巧克力芭菲）（聲：上田麗奈）
帝國皇女，小時候曾被爺爺威爾海姆帶至異世界食堂，被當時的店主大樹叫孫子做「雲」（即芭菲）招待。長大後因患上「貧民殺手」而隱居靜養。
其後在靜養地發現了「門」，再次進入了貓餐廳，並再度點了小時候曾嚐過的「雲」。
曾祖父為討伐邪神的四英雄之一的半精靈劍士亞歷山大，曾祖母為同名也叫爱黛爾海德。
動畫第二季11集接受夏利夫的求婚。
威爾海姆（可樂餅）（聲：中博史）
已故帝國皇帝，生前曾是貓屋的常客。與年幼時的店主際遇而得到馬鈴薯與種植技術，藉以繁榮帝國。但非常不喜歡自己的生父亞歷山大。
阿爾馮斯·佛魯格（日式咖哩飯）（聲：立木文彦）
公國的海上將軍。在二十年前因與海怪進行海戰而導致船隻沉沒，自己亦漂流至某個孤島，並在該處發現「門」，其後成為常客。二十年後被軍船意外發現，得而返回母國，但一直心繫食堂的咖哩飯；返回母國三個月後，經由海因里希(炸蝦)第一次通行的門再次回到貓屋。
維多麗亞（法式布丁）（聲：田村由香里）
受祖上血統隔代遺傳的半精靈，公國王姐，大賢者阿爾多琉斯的弟子，嗜好甜食。在原作「三明治」出場，但名字到「法式布丁」才提及。在師傅與店主的請託下，吃遍店內甜食並撰寫東大陸語的甜點菜單介紹。
後來花之王國的女王蒂安娜因緣際會下來到了異世界食堂，便代為決定給妖精也能接受的可麗餅，因而得到珍貴稀有的魔法種子，以此為代價，約好今後妖精們的費用，只要她還活著的一天，異世界食堂依然經營的日子，就會代為支付所有費用。
夏利夫（漂浮冰咖啡）（聲：田丸篤志）
西大陸沙之國的王子。成年後偶然在沙漠中閒逛時發現了貓屋的「門」而成了常客。因為對愛黛爾海德一見鍾情而打算對她求婚，但太過害羞而不敢在貓屋內接近對方與搭話。
動畫第二季11集順利和愛黛爾海德求婚。
後來帶著王國秘寶，也就是可以在兩地之間自由通行精靈秘寶，成功求婚。
拉娜（冰淇淋蘇打）（聲：下地紫野）
夏利夫的異母妹妹，沙之國的公主。為了替兄長追求愛黛爾海德而努力著。
基雷姆與嘉爾德（聲：稻田徹（基雷姆）、志村知幸（嘉爾德））
矮人的搭檔。釀酒人的基雷姆在貓屋喝過威士忌後就致力於在自己的世界裡重現威士忌的口味。而玻璃工匠的嘉爾德則對貓屋的啤酒杯是如何做成的感到很有興趣，並試圖重現貓屋所提供的酒類的酒瓶。
兩人雖然住在山區，卻都很喜愛吃炸海鮮。為了保住貓屋的秘密，嘉爾德還不惜將基雷姆為掩蓋「門」所做的山中簡陋木屋改建成堅固石屋，內建矮人所製武器也難以破壞的防盜鐵門來封鎖他人再次搶先進「門」。
克里斯汀（納豆義大利麵）（聲：小西克幸）
精靈的國家「森都」的結界管理者之一。精靈族的美食家。尚未滿400歲，過去曾和法爾妲妮亞的父親艾德蒙是一起在外界旅行的好友。
在法爾妲妮亞來訪時帶她到貓屋並向她推薦了納豆義大利麵，並為她大膽的用納豆搭配白飯之事給啟發，而開始嘗試其他的納豆料理。
將成功製作的味增贈送給法爾妲妮亞。
蒂亞娜·席爾巴里歐十六世、魔術師眾（可麗餅）（聲：青山吉能、與所屬團體Wake Up, Girls!其他成員）
東大陸首屈一指的魔術王國花之國的女王，種族為妖精，半年前因為貓屋的「門」偶然出現在國內，在進入其中後受到維多麗亞的建議而愛上了可麗餅，做為報酬而將花之國的祕寶夢幻花朵的種子贈與對方，維多麗亞也承諾會代替妖精族支付他們在貓屋的消費。
原本護駕女王的魔術師團隊在此後，彼此爭論下一次品嘗的可麗餅口味。
伊莉絲與艾莉烏絲（歐式生魚片）（聲：東山奈央（伊莉絲）、朝井彩加（艾莉烏絲））
美人鳥的少女與少年，所唱的歌聲可以迷惑人心，曾差點在食堂引起騷亂，後被「黑」所制止，因為前往阿爾馮斯所待過的孤島而發現食堂的存在。
利用阿爾馮斯留下的錢幣來支付食堂費用。
萊歐尼爾（豬排丼）（聲：檜山修之）
魔族之獅頭型獸人。原為山賊頭目，被討伐邪神四英雄之一的半精靈劍士打倒而被賣身為以血鬥連勝來換取自由的劍斗士。
在競技場發現食堂的存在，從前任店長時就已經是常客，為了豬排丼而成為百戰百勝的劍鬥士，被尊稱為獅子王。
動畫版中提到他僅靠一年時間便重獲自由。
亞歷山大（聲：櫻井孝宏）
討伐邪神的四英雄之一，半精靈劍士，已故帝國皇帝威爾海姆的生父，也是帝國皇女爱黛爾海德的曾祖父，已故的妻子則與他的曾孫女同名為爱黛爾海德，因為聽說兒子曾為貓屋的常客而拜託大賢者阿爾多琉斯帶其前往。
阿爾媞（漢堡排）（聲：諏訪彩花）
青之神的神官。人魚族的女性，因為得到青之神的祝福而能將尾巴化成雙腳在陸地上行走。
過去被前輩的神官帶到貓屋而愛上了其中的料理漢堡排，之後就常利用無人島上的「門」成為貓屋的常客。
洛克（聲：松岡禎丞）
海國的少年漁夫。出海捕魚時遭遇暴風雨遇難，後被阿爾媞所救，之後又被她帶到貓屋。
因為對阿爾媞一見鍾情而和她約好每七天一起前往貓屋。
吉賽爾（蒙布朗）
在王國通稱「馬洛涅之城」的領主家服務的女僕長，故人。
生前在每週都從貓餐廳那帶回蒙布朗蛋糕給領主等人享用，但因為年老而在一場急性感冒中過世，並未交代門的秘密，而使領主夫人而想得到蒙布朗蛋糕的由來。
湯瑪士（蒙布朗二世）（聲：木村良平）
被稱為「搜尋專家」的原王國冒險者。受領主夫人艾莉諾的委託，試圖找出過世的吉賽爾女僕長從哪買到的蒙布朗蛋糕。
動畫版指出退休原因為視力下降。
露西亞（蘇格蘭蛋）（聲：久川綾）
侍奉紅之神（紅色女王）的大神官，拉米亞族，代代皆為紅之神官的家系，在與其他神的信徒作戰時十分活躍。
在本作故事開始的十年前於自己一族的居住地發現了貓餐廳之門，並感受到其中強大的紅之神力而將貓餐廳稱之為聖地。
嚴格遵守貓餐廳的規矩，也就是即使碰上信仰不同，甚至是邪神的信徒，都不得在餐廳內動手，碰到初來乍到的客人想要動武，也會和其他客人加以勸誡、阻止。
露米亞（聲：澀谷彩乃）
拉米亞族，露西亞的孫女。後與艾米里歐一同育有十個女兒。
艾米里歐（聲：天崎滉平）
侍奉紅之神的少年見習神官，因長相太像少女而頗感困擾，被露西亞看上，認為他很適合成為沒有男性的拉米亞族的育種對象，後來修業有成，成為不輸給露西亞的強大神官，並與其孫女育有十個女兒。
拉絲緹娜（聲：花澤香菜）
魔王，對於自己不如前任魔王而有著強烈的自卑感，並認為萊歐尼爾（豬排飯）比自己更加適合當魔王，之後在工作結束，返回自己房間時發現了「門」，在當中見到了萊歐尼爾和愛黛爾海德（巧克力巴菲），後與愛黛爾海德成為朋友。
艾德蒙（培根蛋麵）（聲：家中宏）
王國的大臣，靠著出色的情報收集能力獲得國王重用，在下水道發現「門」，在帝國和沙之國即將結盟時前往貓屋探查情報時得知真相，之後讓國王解除備戰。
皮肯、帕肯（聲：高橋未奈美（皮肯）、高田憂希（帕肯））
半身人夫妻，常靠著販賣奶油燉菜(作品裡稱為〝騎士醬燉菜〞)賺錢。
動畫版以100枚銀幣的價格把奶油燉菜的食譜賣給麵包店的老闆。
約翰（焗烤通心粉）（聲：熊谷健太郎）
鎮上自衛隊的成員，喜歡邁拉，因皮肯和帕肯一邊唱著奇特的歌謠，一邊進入森林而產生好奇，並在幾次前往調查後發現了「門」，並在之後帶著邁拉一同前往異世界食堂。
邁拉（聲：加隈亞衣）
麵包店老闆的女兒，起初對自己父親不與自己商量便耗費100枚銀幣購買奶油燉菜的食譜一事有些不滿，但在之後店裡因奶油燉菜而生意興隆，讓對父親被半身人欺騙的想法煙消雲散。
伊傑岡特（宇治金時）（聲：渡邊明乃）
本名不詳，獨自一人生活在浮空島上的精靈，平時除自己外便只剩下一座魔像協助自己打理家園，後在父母的墓旁發現「門」。
希爾妲（芝士舒芙蕾）
魔族冒險者，善使十字弓，在一次討伐哥布林的委託中發現了通往異世界食堂的「門」，後成為常客。
拉妮嘉（生乳酪蛋糕）
出身沙之國的冒險者，善用短刀。因希爾妲多次承接任務地點位於森林，且低報酬的委託而產生疑心，在跟蹤過後發現異世界食堂，並在品嚐過異世界食堂的料理後成為常客。
艾莉西亞（烤起司蛋糕）
冒險者，善使長斧。因希爾妲多次承接任務地點位於森林，且低報酬的委託而產生疑心，在跟蹤過後發現異世界食堂，並在品嚐過異世界食堂的料理後成為常客。
卡米拉（水果凍）（聲：小清水亞美）
本名不詳，動畫版名為卡米拉，青之神神官，人魚族的女性，奉命前往北邊監視魔神是否有復活的跡象，已居住至陸地長達55年，被市場的人們稱之為「海角的魔女」。
居住陸地的第55年時，於平常下水收集海產的山洞中發現了「門」，並在異世界食堂品嚐了水果凍之後嘗試重現，且有了相當程度的進展，之後將自己那未完成的水果凍食譜教導給了法爾妲妮亞。
法爾妲尼亞在喝過高湯後，也曾私下與之商量，而她也給予建議，告知應該是一種曬乾的海帶熬煮而成。
羅梅洛與茱莉艾塔（牛排）（聲：八代拓（羅梅洛）、富田美憂（茱莉艾塔））
吸血鬼情侶，原本是為了逃避追兵而躲入山洞時發現通往異世界食堂的「門」，後成為常客。
曾阻止一名新進轉化為吸血鬼的人類黑之神信徒，並告知異世界餐廳的規矩，以及在這裡鬧事會被其他常客阻止。

## 設定
本處名詞以繁體小說版為主。
貓屋大樓
靠近商業區附近的商店街，其街道入口旁的三層式大樓。地下室有「貓屋西餐廳」，一樓有蛋糕店「Flying Pappy」，二樓有酒吧「雷翁哈特」，三樓則是店主的住所。
蛋糕店會提供各式蛋糕販賣給貓餐廳，貓餐廳會提供下酒菜給酒吧，酒吧則賣燒酒或威士忌等酒類給貓餐廳，蛋糕店、酒吧的老闆都知道異世界食堂的事，有時還會提供協助。
平常日以上班族來店居多，貓屋西餐廳對外宣稱周六及周日為定休日。
貓餐廳之門
聯繫異世界與貓咪西餐廳的門。會在異世界的隨機地點的相隔特定天數出現，門出現的地方包括森林、沼澤、城市中、山洞、孤島，甚至是月球表面等等。
只要門出現在該地點後，基本上每隔七天會在同位置再出現一次，只要使用過或是無人開啟（至晚上十二點）就會消失。出現當日限定使用一次，採取先到先贏的方式。
具有黑名單功能，過去曾吃霸王餐或在店內引起騷動的對象都會被店主列入不受歡迎人物，從此就無法再開啟門。而由於是門本身會去排斥拒絕往來戶，就算事後得到店主的諒解，門依舊不會讓記錄過的對象碰觸，但可透過他人來開門並進入。
只要從店門出去，就會回到進去前原來的位置（但無法透過門去到其他地點），進入後若留在餐廳中至隔日仍可透過門回到異世界。
大樓本身設有結界，只要是從門進入餐廳的，都無法離開大樓，最多只能在各樓層移動。
根據WEB版的描述，安裝在貓餐廳之門上的魔法鈴鐺是過去來自異世界的精靈侵略者遺留下來的物品，當時這些精靈因為地球上的傳染病而差點滅族，因此在撤退後就再也不敢侵略地球，後來這個魔法鈴鐺被黃泉發現並被安裝在貓餐廳的門上使其能連結異世界藉此進行週六的特殊營業。
異世界
每七天會出現貓餐廳門的的世界。有著以海相隔，以中古歐洲風格的「東大陸」、亞洲風的「西大陸」，和與其他大陸沒有交流的「南大陸」三塊大陸(類似哥倫布前的美洲大陸)。
有著月與年的曆法，但沒有週的概念。常客通常以「DOYOU日」（ドヨウの日，土曜日，日文的週六）來稱呼門出現的那一天。
貓咪西餐廳的前任店主出於方便，制定該世界的銅幣、銀幣、金幣分對應別為日圓百元、千元、十萬元的價值（1枚金幣=100枚銀幣=1000枚銅幣=100000日圓，1枚銀幣=10枚銅幣=1000日圓，1枚銅幣=100日圓）。但這是只是為了方便異世界之人能以他們手中貨幣來購買並享用貓咪西餐廳的料理而制定，並不是兩個世界的實際匯率。

## 用語
| 名稱                    | 介紹                                                                                                |
| ----------------------- | --------------------------------------------------------------------------------------------------- |
| 薩馬納克語              | 使用最為廣泛的語言。東大陸通用語。                                                                  |
| Oranie（歐拉尼耶）      | 洋蔥的異世界稱呼。                                                                                  |
| Schleip（施萊普）       | 蝦的異世界稱呼。新鮮的時候是青色，加熱後變紅。                                                      |
| Calute（卡琉特）        | 胡蘿蔔的異世界稱呼。                                                                                |
| Togalan（多伽藍）       | 辣椒的異世界稱呼。                                                                                  |
| Malmette（馬爾梅特）    | 番茄的異世界稱呼。                                                                                  |
| 騎士醬汁                | 奶油白醬的異世界稱呼。                                                                              |
| 騎士燉菜                | 奶油燉菜的異世界稱呼。                                                                              |
| Garleo（嘉雷歐）        | 大蒜的異世界稱呼。                                                                                  |
| 獨角豬                  | 額頭長着粗短獨角的野豬。生存在異世界的猛獸。                                                        |
| Azale（）               | 蘋果的異世界稱呼。                                                                                  |
| Mykene（米凱雷）        | 類似橙子的柑橘類水果。                                                                              |
| Danshak果實（男爵果實） | 馬鈴薯的異世界稱呼，帝國特產，但其實原產地是日本。                                                  |
| Kaffar（卡發）          | 咖啡的異世界稱呼。                                                                                  |
| Ale（）                 | 啤酒的異世界稱呼。在東大陸廣為流傳，發酵後產生碳酸的Ale在東大陸連小孩都會作為不會腐敗的食用水飲用。 |
| 米飯（大米）            | 在西大陸作為日常主食，但是東大陸基本上沒有食用。                                                    |
| 精靈豆                  | 大豆的異世界稱呼。                                                                                  |
| 豆之芽                  | 豆芽菜的異世界稱呼                                                                                  |
| 大鵬草                  | 菠菜的異世界稱呼。                                                                                  |
| 新火酒                  | 威士忌的異世界稱呼。                                                                                |
| Kmarla                  | 白薯的異世界稱呼。                                                                                  |
| 肉刺                    | 叉子的異世界稱呼。                                                                                  |
| 球菜                    | 圓白菜的異世界稱呼。                                                                                |
| 哈克茶                  | 薄荷風味的香草茶。在王都及其周邊相當普及的庶民風味。                                                |
| Krarko                  | 烏賊的異世界稱呼。                                                                                  |
| 坎札                    | 螃蟹的異世界稱呼。                                                                                  |
| 馬洛涅                  | 栗子的異世界稱呼。                                                                                  |
| 雷雷沙                  | 生菜的異世界稱呼。                                                                                  |
| 高烏利                  | 醃黃瓜的異世界稱呼。                                                                                |

## 出版書籍

### 輕小說
| 集數 | 主婦之友社→Imagica Infos | 主婦之友社→Imagica Infos | 四季出版       | 四季出版               |
| 集數 | 發售日期                 | ISBN                     | 發售日期       | EAN / ISBN             |
| ---- | ------------------------ | ------------------------ | -------------- | ---------------------- |
| 1    | 2015年2月28日            | ISBN 978-4-07-411329-3   | 2016年12月28日 | ISBN 978-986-93401-2-0 |
| 2    | 2015年7月29日            | ISBN 978-4-07-402158-1   | 2017年7月5日   | ISBN 978-986-94797-4-5 |
| 3    | 2016年9月30日            | ISBN 978-4-07-420009-2   | 2017年12月20日 | ISBN 978-986-95475-7-4 |
| 4    | 2017年6月30日            | ISBN 978-4-07-426242-7   | 2020年7月15日  | ISBN 978-986-95475-8-1 |
| 5    | 2019年3月30日            | ISBN 978-4-07-437234-8   | 2021年5月31日  | ISBN 978-957-86614-0-0 |
| 6    | 2021年10月31日           | ISBN 978-4-07-449740-9   |                |                        |

與網路版的不同處
- 部分劇情有加筆改寫，出版的每一冊都追加了開頭的序章和最後的特別篇。
- 有更動部分設定，像是登場人物的「黑」就與網路版有些不同之處，其他如名詞之類的也有所改動，但不影響劇情。
- 出版的第一卷與第二卷共四十話是按照在成為小說家吧連載時的順序，之後的幾卷收錄的內容順序則與網路版不同。
- 部分章節的名稱有改動。

### 漫畫
犬塚惇平 (原作)／九月タカアキ (漫畫)
| 集數 | 史克威爾艾尼克斯 | 史克威爾艾尼克斯       | 東立出版社                | 東立出版社                                                  |
| 集數 | 發售日期         | ISBN                   | 發售日期                  | ISBN                                                        |
| ---- | ---------------- | ---------------------- | ------------------------- | ----------------------------------------------------------- |
| 1    | 2017年6月24日    | ISBN 978-4-7575-5391-0 | 2020年9月18日             | ISBN 978-957-26-5288-6                                      |
| 2    | 2017年9月25日    | ISBN 978-4-7575-5485-6 | 2021年4月1日 2021年4月8日 | ISBN 978-957-26-6529-9（首刷限定版） ISBN 978-957-26-5289-3 |
| 3    | 2018年7月25日    | ISBN 978-4-7575-5765-9 | 2022年4月25日             | ISBN 978-957-26-5290-9                                      |
| 4    | 2019年6月25日    | ISBN 978-4-7575-6081-9 | 2022年9月30日             | ISBN 978-957-26-5291-6                                      |

異世界食堂～貓咪西餐廳～
犬塚惇平 (原作)／ヤミザワ・モロザワ (漫畫)
| 集數 | KADOKAWA       | KADOKAWA               |
| 集數 | 發售日期       | ISBN                   |
| ---- | -------------- | ---------------------- |
| 1    | 2021年9月25日  | ISBN 978-4-04-111839-9 |
| 2    | 2022年4月26日  | ISBN 978-4-04-112558-8 |
| 3    | 2022年11月25日 | ISBN 978-4-04-113176-3 |
| 4    | 2023年3月25日  | ISBN 978-4-04-114251-6 |
| 5    | 2023年10月26日 | ISBN 978-4-04-113526-6 |
| 6    | 2024年6月25日  | ISBN 978-4-04-115050-4 |
| 7    | 2024年12月25日 | ISBN 978-4-04-115819-7 |
| 8    | 2025年7月26日  | ISBN 978-4-04-116406-8 |

## 電視動畫

### 製作人員
|                      | 第1期                    | 第2期                     |
| -------------------- | ------------------------ | ------------------------- |
| 原作                 | 犬塚惇平                 | 犬塚惇平                  |
| 原作插畫、人物原案   | 榎波克己                 | 榎波克己                  |
| 導演、系列構成、編劇 | 神保昌登                 | 神保昌登                  |
| 人物設定             | 佐野隆雄、佐野惠一       | 東海林康和                |
| 道具設定             | 森木靖泰                 | 大河しのぶ                |
| 美術監督             | 片平真司                 | 加藤賢司                  |
| 色彩設計             | 水本志保                 |                           |
| 攝影監督             | 佐藤敦                   | 佐藤敦                    |
| 編輯                 | 近藤勇二                 | 小守真由美                |
| 音樂                 | 辻林美穗／TOMISIRO       | 辻林美穗／TOMISIRO        |
| 音樂製作             | Flying DOG               | Flying DOG                |
| 音響監督             | 土屋雅紀                 | 土屋雅紀                  |
| 音響制作             | grooove                  | grooove                   |
| 動畫製片人           | 田部谷昌宏、鬼塚康介     | 吉岡大輔                  |
| 動畫制作             | SILVER LINK.             | OLM Team Yoshioka         |
| 製作                 | 「異世界食堂」製作委員會 | 「異世界食堂2」製作委員會 |

### 主題曲
第一期
片頭曲「One In A Billion」
作詞：藤林聖子，作曲：渡邊未來，編曲：R・O・N，主唱：Wake Up, May'n（Wake Up, Girls!×May'n）
片尾曲
作詞：西直紀，作曲：さかいゆう，編曲：河野伸，主唱：安野希世乃
第二期
片頭曲
作詞、作曲、編曲：，主唱：安野希世乃
片尾曲
作詞、作曲：RIRIKO，編曲：中土智博，主唱：東山奈央

### 各話列表
| 話數   | 日文標題 | 中文標題               | 劇本     | 分鏡              | 演出       | 作畫監督                                                                             | 總作畫監督                          | 改編原作小說 |
| 第1期  | 第1期    | 第1期                  | 第1期    | 第1期             | 第1期      | 第1期                                                                                | 第1期                               | 第1期        |
| ------ | -------- | ---------------------- | -------- | ----------------- | ---------- | ------------------------------------------------------------------------------------ | ----------------------------------- | ------------ |
| 第1話  |          | 燉牛肉早餐             | 神保昌登 | 島津裕行          | 高村雄太   | 本田辰雄、八代紀實子、木下勇喜 橋本真希、重松佐和子、川添亞希子 大槻南雄、           | 佐野隆雄 大塚舞                     | 第1卷        |
| 第2話  |          | 炸肉餅炸蝦             | 神保昌登 | 小寺勝之          | 小柴純彌   | 細山正樹、本田辰雄、八代紀實子 金澤龍、岡田雅人                                      | 佐野隆雄 大塚舞 井本由紀            | 第1卷        |
| 第3話  |          | 番茄肉醬巧克力芭菲     | 神保昌登 | 島津裕行          | 和泉志郎   | 向川原憲、林隆洋、簾畑由實、 船越麻友美、中重俊祐                                    | 佐野隆雄 大塚舞                     | 第1卷        |
| 第4話  |          | 蛋包飯豆腐排           | 神保昌登 | 渡部高志          | 福多潤     | 本田辰雄、八代紀實子、木下勇喜 丸山修二、松浦里美、金澤龍 崔美子、大平剛生、大槻南雄 | 佐野隆雄 大塚舞 井本由紀            | 第1卷        |
| 第5話  |          | 勝丼法式布丁           | 神保昌登 | 西田正義          | 田仲       | 津熊健德、皆川愛香利、服部憲知 島崎望                                                | 佐野隆雄 大塚舞 井本由紀            | 第2卷第1卷   |
| 第6話  |          | 三明治奶油馬鈴薯       | 神保昌登 | 渡部高志          | 伊部勇志   | 川添亞希子、重松佐和子、木下勇喜 橋本真希、原友樹                                    | 佐野隆雄 大塚舞                     | 第1卷第2卷   |
| 第7話  |          | 咖哩飯咖哩雞           | 神保昌登 | 二瓶勇一          | 高村雄太   | 竹森由加、本田辰雄、岡田雅人 水崎健太                                                | 佐野隆雄 大塚舞 井本由紀            | 第1卷第3卷   |
| 第8話  |          | 漢堡肉什錦餅乾         | 神保昌登 | 小寺勝之          | 門田英彥   | 金澤龍、崔美子、細山正樹                                                             | 佐野隆雄 大塚舞 井本由紀            | 第3卷第2卷   |
| 第9話  |          | 油炸海鮮冰淇淋汽水     | 神保昌登 | 島津裕行          | 和泉志郎   | 向川原憲、林隆洋、中重俊祐 佐佐木幸惠、木下勇喜、井本由紀                            | 佐野隆雄 大塚舞 井本由紀            | 第2卷        |
| 第10話 |          | 可麗餅納豆義大利麵     | 神保昌登 | 西田正義          | 小柴純彌   | 竹森由加、金澤龍、岡田雅人                                                           | 佐野隆雄 大塚舞 井本由紀            | 第2卷        |
| 第11話 |          | 歐式生魚片咖哩麵包     | 神保昌登 | 渡部高志          | 神保昌登   | 川添亜希子、原友樹、木下勇喜 重松佐和子、橋本真希、崔美子                            | 佐野隆雄 大塚舞 井本由紀            | 第2卷第3卷   |
| 第12話 |          | 豚汁可樂餅             | 神保昌登 | 二瓶勇一          | 高村雄太   | 岡田雅人                                                                             | 佐野隆雄 大塚舞 井本由紀            | 第2卷第3卷   |
| 第2期  |          |                        |          |                   |            |                                                                                      |                                     |              |
| 第1話  |          | 起司蛋糕早餐再現       | 神保昌登 | 新田典生          | 新田典生   | 河野仁美、桑原麻衣                                                                   | 東海林康和                          | 第2卷第4卷   |
| 第2話  |          | 牛排泡芙               | 神保昌登 | 志村錠兒          | 沼山茉由   | 大野美葉、平良哲朗                                                                   | 佐藤陵                              | 第1卷第3卷   |
| 第3話  |          | 漢堡咖哩牛筋           | 神保昌登 | 西田健一          | 西田健一   | 山縣亞紀、土信田和幸                                                                 | 桑原麻衣 大河                       | 第1卷第5卷   |
| 第4話  |          | 兒童餐奶油可樂餅       | 神保昌登 | 廣富麻由 平田貴大 | 平田貴大   | 中山裕美、大和葵 阿部祐里                                                            | 東海林康和                          | 第4卷第1卷   |
| 第5話  |          | 蘇格蘭蛋蒙布朗         | 神保昌登 | 新田典生          | 山井紗也香 | 大野美葉、河野仁美                                                                   | 東海林康和 河野仁美                 | 第3卷        |
| 第6話  |          | 米漢堡披薩             | 神保昌登 | 山井紗也香        | 武田秀勝   | 荒井怜子、野村美妃 松本勝次                                                          | 東海林康和 桑原麻衣 佐藤陵 河野仁美 | 第4卷第2卷   |
| 第7話  |          | 什錦燒宇治金時         | 神保昌登 | 秋山朋子          | 沼山茉由   | 平良哲朗、中山裕美 阿部祐里、大和葵                                                  | 東海林康和 桑原麻衣                 | 第1卷第5卷   |
| 第8話  |          | 烤牛肉芝士蛋糕再來     | 神保昌登 | 西田健一          | 西田健一   | 山縣亜紀、土信田和幸                                                                 | 河野仁美 佐藤陵 東海林康和          | 第5卷第4卷   |
| 第9話  |          | 焗烤通心粉水果凍       | 神保昌登 | 飯島正勝          | 太田彬彦   | 謝宛倩、德田夢之介、櫻井正明 彭佩琦、小松香苗、符世銘                                | 佐藤陵                              | 第3卷第4卷   |
| 第10話 |          | 照燒漢堡巧克力芭菲再來 | 神保昌登 | 大庭秀昭          | 大庭秀昭   | 大野美葉、阿部祐里、木下雪映                                                         | 河野仁美                            | 第5卷        |
| 第11話 |          | 法式鹹派漂浮冰咖啡     | 神保昌登 | 新田典生          | 山井紗也香 | 山縣亜紀、土信田和幸                                                                 | 桑原麻衣、佐藤陵                    | 第5卷        |
| 第12話 |          | 炸豬排自助餐           | 神保昌登 | 神保昌登          | 平田貴大   | 木下雪映、阿部祐里、大野美葉、平良哲朗、東海林康和                                   | 東海林康和、桑原麻衣、佐藤陵        | 第4卷原創    |

### BD&DVD
| 卷數        | 發行日期       | 收錄話數       | 規格編號   | 規格編號     |
| 卷數        | 發行日期       | 收錄話數       | BD         | DVD          |
| 第1期       | 第1期          | 第1期          | 第1期      | 第1期        |
| ----------- | -------------- | -------------- | ---------- | ------------ |
| 1           | 2017年9月22日  | 第1話－第2話   | EYXA-11496 | EYBA-11495   |
| 2           | 2017年10月26日 | 第3話－第4話   | EYXA-11498 | EYBA-11497   |
| 3           | 2017年11月24日 | 第5話－第6話   | EYBA-11500 | EYBA-11499   |
| 4           | 2017年12月22日 | 第7話－第8話   | EYBA-11502 | EYBA-11501   |
| 5           | 2018年1月26日  | 第9話－第10話  | EYBA-11504 | EYBA-11503   |
| 6           | 2018年2月23日  | 第11話－第12話 | EYBA-11506 | EYBA-11505   |
| Blu-ray BOX | 2021年9月24日  | 第1話－第12話  | EYXA-13482 | EYBA-13483/B |
| 第2期       |                |                |            |              |
| 1           | 2021年12月22日 | 第1話－第4話   | DMPXA-229  | DMPXA-229    |

### 播映平台
| 播放日期        | 播放時間（UTC+9） | 播放電視台 | 播放地區   | 備註 |
| --------------- | ----------------- | ---------- | ---------- | ---- |
| 2021年10月1日－ | 每週五 13：23     | 東京電視台 | 關東廣域區 |      |
| 2021年10月2日－ | 每週六 14：55     | 大阪電視台 | 大阪府     |      |
| 2021年10月4日－ | 每週一 22：30     | AT-X       | 日本全國   |      |

| 國家或地區 | 播放平台       | 播放日期        | 播映時間      | 備註 |
| ---------- | -------------- | --------------- | ------------- | ---- |
| 臺灣       | 巴哈姆特動畫瘋 | 2021年10月2日－ | 每週六 13：23 |      |
| 臺灣       | KKTV           | 2021年10月2日－ | 每週六 13：30 |      |
| 臺灣       | friDay影音     | 2021年10月2日－ | 每週六        |      |
| 臺灣       | MyVideo        | 2021年10月2日－ |               |      |
| 臺灣       | HamiVideo      | 2021年10月2日－ |               |      |
| 臺灣       | 中華電信MOD    | 2021年10月2日－ |               |      |
| 香港       | Viu            | 2021年10月2日－ |               |      |

## 外部連結
- 異世界食堂 Archive.today的存檔，存档日期2016-06-08 - Web版小說（日語）
- 異世界食堂 （页面存档备份，存于） - 主婦之友社「Hero文庫」（日語）
- 電視動畫「異世界食堂」官方網站 （页面存档备份，存于）（日語）
- 電視動畫「異世界食堂2」官方網站 （页面存档备份，存于）（日語）
- 電視動畫「異世界食堂」的X（前Twitter）（日語）